# Simon Jones
Simon Jones (Liverpool, 29 de julho de 1972) é um baixista britânico, famoso por ter sido integrante da banda The Verve.

## Vida pessoal
Ele é casado com Myra, e tem dois filhos - Jude e Jonah Jones